# Jörgen Petersen
Jörgen Petersen (rigtige navn Jørgen Petersen, også kaldet Lill-Jørgen Petersen (født 2. december 1931 Randers, Danmark, død 13. februar 2009 Helsingfors) var en danskfødt trompetist, komponist, producer og orkesterleder og bosat siden 1957 i Finland. Han var nok langt mere kendt i Finland end i Danmark. Jørgen Petersen arbejdede i årene 1958–1983 hos PSO som pladeproducent, arrangør og indspilningschef. Han var desuden længe aktiv i den finske Rundradions danseorkester, Ronnie Kranck’s Band og Umo. Tilnavnet Lill-Jørgen fik han allerede som ung som følge sin beskedne størrelse og alder (Jørgen Petersen indledte karrieren som professionel musiker i en alder af 14 år). Det blev sidenhen hans kunstnernavn.
I 1961 udgav han pladen The Boulevard Of Broken Dreams (finsk titel "Särkyneen toiveen katu"), som blev et hit sågar i USA. I Finland arrangerede han i 1964 Katri Helenas gennembrud med titlen "Puhelinlangat laulaa". Den kommercielt mest succesrige plade udgav Jørgen Petersen i 1980’erne, hvor hans album Kultainen trumpetti I (1981) og Kultainen trumpetti II (1982) begge opnåede et salg, der afstedkom en guldplade .
I 1988 tildeltes Jørgen Petersen Den Finske Stats kunstnerpension. Han havde netop året forinden måtte ophøre helt med at spille trompet som følge af uventet sygdom.

## Orkestre
- Al Stefano, trompetist 1954–1957
- Ronnie Kranck’s Band, trompetist 1959–1967
- Rundradions Danseorkester, trompetist 1958–1975
- Vostok All Stars, trompetist 1962–1964
- Junior Jazz Band, leder, trompetist 1963–1964
- The Modangos, leder 1964
- The Finnjenkas, leder, trompetist 1964–1965
- UMO Jazz Orchestra, trompetist, komponist 1982–1987